# Jerry Batista
Gerardo Batista Santiago, detto Jerry (21 dicembre 1970), è un allenatore di pallacanestro portoricano.

## Carriera
Ha guidato Porto Rico ai Giochi olimpici di Tokyo 2020, a due edizioni dei Campionati mondiali (2018, 2022) e a quattro dei Campionati americani (2015, 2017, 2019, 2021).